# Kurt Runge
Kurt Albert Georg Runge (født 13. september 1887 i Brandenburg an der Havel, død 6. november 1959 i Vestberlin) var en tysk roer.
Runge var styrmand og roede for Berliner Ruderverein von 1876. Han deltog i denne klubs otter ved OL 1912 i Stockholm, og Ruderverein-roerne vandt først deres indledende heat mod en ungarsk båd. I kvartfinalen mødte de en anden tysk båd fra Berliner Ruderclub Sport-Borussia, og Ruderverein-båden gik sejrrig ud af dette møde. I semifinalen mødte tyskerne en britisk båd fra Leander Club, som vandt heatet. Leander vandt også finalen mod en anden britisk båd fra New College, Oxford, som var kommet i finalen uden kamp, hvilket betød, at Runge og hans båd blev nummer tre. De otte øvrige medlemmer af Ruderverein-båden var Otto Liebing, Max Vetter, Willi Bartholomae, Fritz Bartholomae, Werner Dehn, Max Bröske, Rudolf Reichelt og Hans Matthiae.
Runge vandt desuden det tyske mesterskaber med Ruderverein-otteren i 1912, mens de blev nummer tre i 1913.

## OL-medaljer
- 1912:  Bronze i otter